# New Galilee
New Galilee è una borough degli Stati Uniti d'America, nella contea di Beaver nello Stato della Pennsylvania. Secondo il censimento del 2000 la popolazione è di 424 abitanti.

## Società

### Evoluzione demografica
La composizione etnica vede una prevalenza della razza bianca (94,34%) seguita da quella afroamericana (2,12%), dati del 2000.
| borough di New Galilee Popolazione |     |
| 2000                               | 424 |
| Stima al 2009                      | 385 |